# Elezioni parlamentari a São Tomé e Príncipe del 2014
Le elezioni parlamentari a São Tomé e Príncipe del 2014 si tennero il 12 ottobre per il rinnovo dell'Assemblea nazionale.

## Risultati
| Liste                                                                     | Voti   | %     | Seggi |
| ------------------------------------------------------------------------- | ------ | ----- | ----- |
| Azione Democratica Indipendente                                           | 35 267 | 52,58 | 33    |
| Movimento di Liberazione di São Tomé e Príncipe/Partito Socialdemocratico | 16 573 | 24,71 | 16    |
| Partito di Convergenza Democratica                                        | 7 342  | 10,95 | 5     |
| Movimento Democratico delle Forze del Cambiamento                         | 2 217  | 3,31  | –     |
| Piattaforma Nazionale per lo Sviluppo                                     | 2 207  | 3,29  | –     |
| Partito della Stabilità e del Progresso Sociale                           | 1 655  | 2,47  | –     |
| Unione dei Democratici per la Cittadinanza e lo Sviluppo                  | 1 252  | 1,87  | 1     |
| Unione Nazionale per la Democrazia e il Progresso                         | 163    | 0,24  | –     |
| Partito Laburista Saotomense                                              | 138    | 0,21  | –     |
| Coalizione Democratica di Opposizione                                     | 98     | 0,15  | –     |
| Fronte Democratico Cristiano                                              | 95     | 0,14  | –     |
| Movimento Socialista                                                      | 68     | 0,10  | –     |
| Totale                                                                    | 67 075 | 100   | 55    |